# Bowling klub Zagreb
Bowling klub "Zagreb" (BK "Zagreb"; Zagreb) je bowling klub iz Zagreba, Republika Hrvatska. 
 
Klub se natječe redovito u Hrvatskoj bowling ligi. 

## O klubu
BK "Zagreb" je osnovan 23. travnja 2013. godine, te se redovito i uspješno natječe u Hrvatskoj bowling ligi, Kupu i ostalim natjecanjima u bowlingu. 

## Uspjesi

### Ekipno
(nepotpun popis) 
Hrvatska liga
- doprvak: 2014./15.,m 2015./16., 2016./17.

Hrvatska liga za žene
- prvak: 2014./15.

Kup Hrvatske
- pobjednik: 2020.
- drugoplasirani: 2016.

### Po disciplinama (pojedinačno)
(nepotpun popis) 
Prvenstvo Hrvatske za petorke
- prvak: 2015., 2020.
- doprvak: 2016., 2018.

## Vanjske poveznice
- kuglanje.hr, Bowling klub Zagreb - 820008
- zg-kuglanje.hr, Vijesti iz bowlinga